# Улица Мясникова
Улица Мясникова (бел. Вуліца Мяснікова) — улица в Минске.

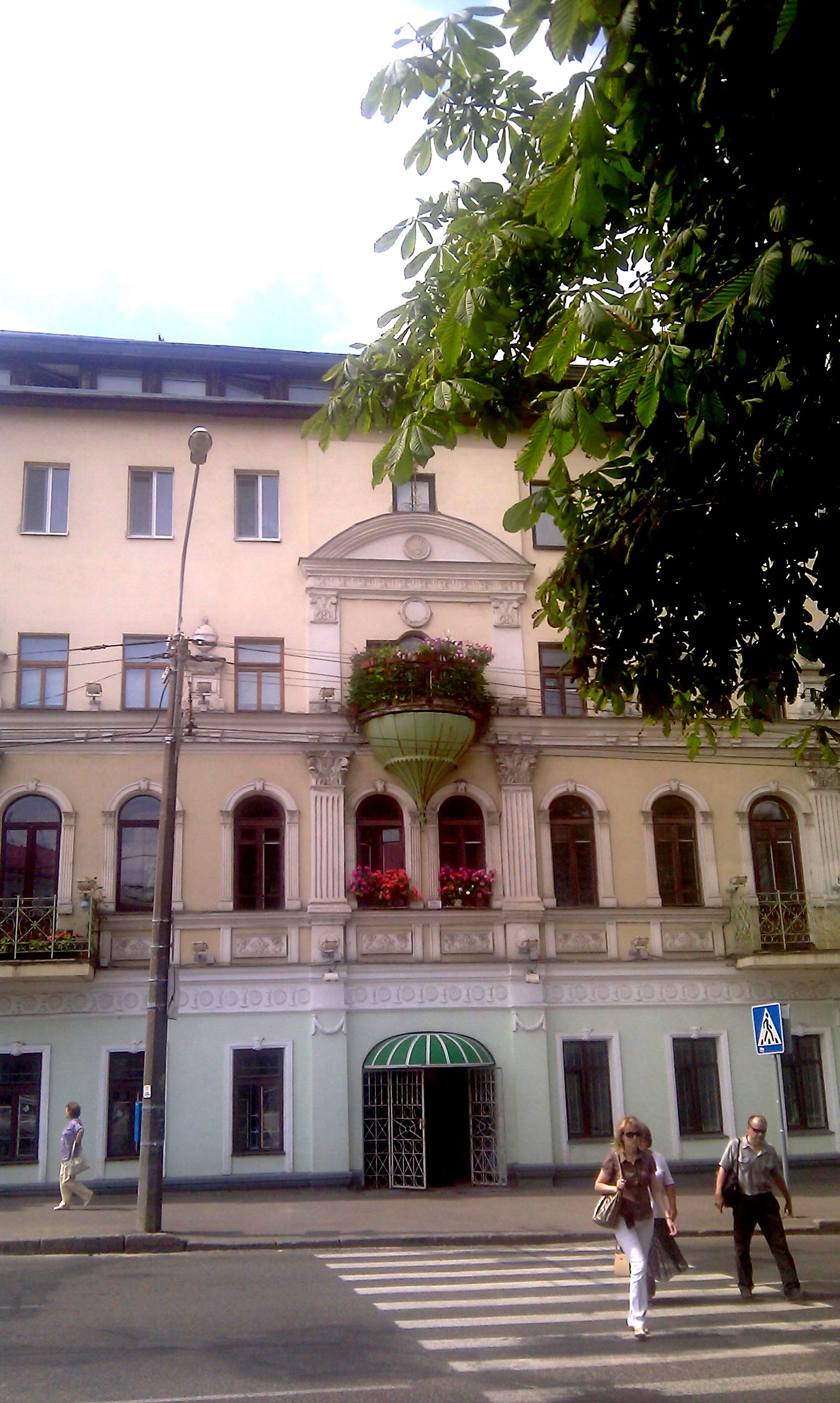
Дом № 76 по улице Мясникова в Минске

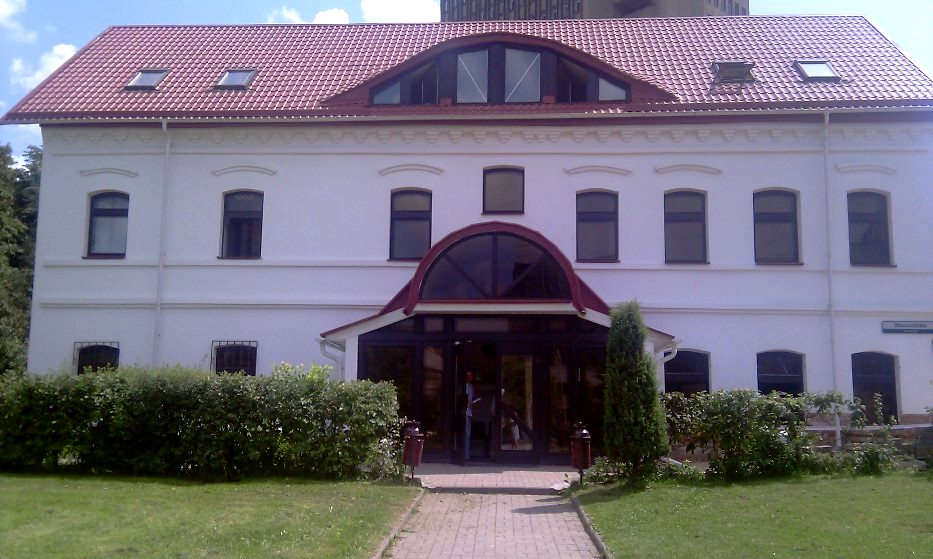
Дом № 3 A по улице Мясникова в Минске

Названа в честь А. Ф. Мясникова в 1932 году (на доме № 41 — мемориальная доска в его честь).

## История
Главная улица предместья Романово (1775--1858) и слободы Романова (1858--1915) 
Улица впервые упоминается в выписке из кагального документа от 10.12.1804 на право владения фельдшером Тубе и его товарищем "домом с постройками и плацом, находящимся в конце Романовской улицы, за валом".
1928—1933 гг. — возведение здания поликлиники (в 1970—1980 гг. — городской кардиологический диспансер).
1932 г. — открытие АЗС № 1 на пересечении с ул. Немига.
1950-е гг. — находились магазины по продаже случайных вещей.
Деревянная застройка преобладала до Великой Отечественной войны.
До сих пор имеются жилые дома старой постройки.

### Прежние названия
Романовская (1804, 1829, 1886, 1891)
Койдановская (1879, 1895)
Старо-Койдановская (1879, 1884, 1895)
Немиго-Романовская (1880, 1895)
Романово-Койдановская (1880, 1895)
Романово-Московская (1884)
Московская (1877, 1910)
Ново-Московская (1887, 1918, 1920-1932)
Брестская (1919-1920)
Пионерская (1941-1944)
Мясникова (1932-1941, с 1944 по наст. время)

## Характеристика
Протяженность — от улицы Немиги до улицы К. Цеткин (700 м). Начало — от пересечения с ул. Романовская Слобода.
Почти на всем протяжении в бетонном коллекторе (под улицей) течет река Немига.

## Стороны
- Министерство экономики Республики Беларусь
- Министерство архитектуры и строительства Республики Беларусь
- Министерство охраны здоровья
- Центр по санаторно-курортной работе «Центркурорт»
- Сендайский сквер

### Чётная
- № 26 — здание поликлиники, построено в 1926 году (образец эпохи конструктивизма) главным архитектором Минска предвоенного времени Герасимом Якушко. 1928—1933 гг. — поликлиника, 1960—1980-е гг. — кардиологический диспансер (было одним из первых в республике специализированным лечебным учреждением). Ныне — Минское казначейство.
- № 44 — Белорусский государственный академический музыкальный театр.
- № 74 — Главное управление драгоценных металлов и драгоценных камней Министерства финансов Республики Беларусь.
- № 76 — дом Поляков, построен в конце XIX века.
- № 78 — дом архитектора Владимира Короля для работников тонкосуконной фабрики, построенный в 1952 году.[3]

### Нечётная
- 3 — отреставрированное здание.
- 5 — учебный корпус Белорусского государственного медицинского колледжа.
- 25 — игорно-развлекательный центр, казино и ресторан, детская дискотека.
- 25а — Центральная военная поликлиника и санэпидемстанция МВД.
- 27 — Республиканский центр досуга инвалидов.
- 29 — Министерство строительства и эксплуатации автомобильных дорог.
- 41 (дом) — мемориальная доска в честь Мясникова[4].